# Countrywide Financial
Countrywide Financial Corporation är ett av de största bolåneinstituten i USA. På grund av att företagets många låntagare ej kunde återbetala sina skulder fick företaget betydande finansiella problem, aktievärdet sjönk med 50 procent år 2007 vilket fick en negativ effekt på den övriga aktiemarknaden. Resultatet av de finansiella problemen blev att Bank of America i början av 2008 köpte upp Countrywide, som under 2008 var under omvandling till ett helägt dotterbolag.